# Hotel Hans Egede
O Hotel Hans Egede é um hotel de 4 estrelas na capital da Gronelândia (Nuuk) na rua chamada "Aqqusinersuaq" e tem 140 quartos, 5 pisos e o restaurante Sarfalik. Tem esse nome em homenagem ao fundador de Nuuk.
Ele é o maior hotel da Gronelândia.